# Champions League Twenty20 2012
Die Champions League Twenty20 2012 war ein internationaler Twenty20-Cricket-Wettbewerb, ausgetragen zwischen Clubs aus Indien, Australien, Südafrika, Sri Lanka, Neuseeland, England, Pakistan und den West Indies. Es war die vierte Austragung des Wettbewerbes und fand zwischen dem 9. und 28. Oktober 2012 in Südafrika statt. Im Finale konnten sich die Sydney Sixers gegen die Highveld Lions mit 10 Wickets durchsetzen.

## Austragungsorte
Als Austragungsort wurden die folgenden vier Stadien in Südafrika ausgewählt:
| Stadt        | Land      | Stadion                  | Kapazität |
| ------------ | --------- | ------------------------ | --------- |
| Centurion    | Südafrika | SuperSport Park          | 20.000    |
| Durban       | Südafrika | Sahara Stadium Kingsmead | 25.000    |
| Johannesburg | Südafrika | Wanderers Stadium        | 34.000    |
| Kapstadt     | Südafrika | Newlands Cricket Ground  | 25.000    |

## Qualifikation

### Gruppe A
Tabelle
| Gruppe A          | Sp. | S | N | NR | P | RR     |
| ----------------- | --- | - | - | -- | - | ------ |
| Auckland Aces     | 2   | 2 | 0 | 0  | 8 | +1.904 |
| Sialkot Stallions | 2   | 1 | 1 | 0  | 4 | −1.858 |
| Hampshire Royals  | 2   | 0 | 2 | 0  | 0 | −2.796 |

### Gruppe B
Tabelle
| Gruppe B            | Sp. | S | N | NR | P | RR     |
| ------------------- | --- | - | - | -- | - | ------ |
| Yorkshire Carnagie  | 2   | 2 | 0 | 0  | 8 | +0.510 |
| Uva Next            | 2   | 0 | 1 | 1  | 2 | −0.244 |
| Trinidad und Tobago | 2   | 0 | 1 | 1  | 2 | −0.777 |

## Gruppenspiele

### Gruppe A
Tabelle
| Gruppe A              | Sp. | S | N | NR | P  | RR     |
| --------------------- | --- | - | - | -- | -- | ------ |
| Delhi Daredevils      | 4   | 2 | 0 | 2  | 12 | +1.440 |
| Titans                | 4   | 2 | 1 | 1  | 10 | −0.017 |
| Kolkata Knight Riders | 4   | 1 | 2 | 1  | 6  | +0.488 |
| Perth Scorchers       | 4   | 1 | 2 | 1  | 6  | −0.474 |
| Auckland Aces         | 4   | 1 | 2 | 1  | 6  | −0.963 |

### Gruppe B
Tabelle
| Gruppe B            | Sp. | S | N | NR | P  | RR     |
| ------------------- | --- | - | - | -- | -- | ------ |
| Sydney Sixers       | 4   | 4 | 0 | 0  | 16 | +1.656 |
| Highveld Lions      | 4   | 3 | 1 | 0  | 12 | +0.140 |
| Chennai Super Kings | 4   | 2 | 2 | 0  | 8  | −0.049 |
| Mumbai Indians      | 4   | 0 | 3 | 1  | 2  | −0.471 |
| Yorkshire Carnagie  | 4   | 0 | 3 | 1  | 2  | −1.791 |

## Halbfinale
| 25. Oktober Scorecard | Durban | Highveld Lions 139-5 (20)          | – | Delhi Daredevils 117-9 (20) |
|                       |        | Highveld Lions gewinnt mit 22 Runs |   |                             |

| 26. Oktober Scorecard | Centurion | 163-5 (20)                          | – | Sydney Sixers 164-8 (20) |
|                       |           | Sydney Sixers gewinnt mit 2 Wickets |   |                          |

## Finale
| 28. Oktober Scorecard | Johannesburg | Highveld Lions 121 (20)              | – | Sydney Sixers 124-0 (12.3) |
|                       |              | Sydney Sixers gewinnt mit 10 Wickets |   |                            |